# Вардарски юнак
„Вардарски юнак“ е българско юнашко дружество, съществувало в Скопие, Османската империя. Основано е през 1909 г. след реформите на Младотурската революция от 1908 г.
Председател на дружеството е К. Пандев, а главатар – Йосиф Буреш. Дружеството има 500 члена, предимно ученици, с униформи и знаме.
Тренират на открито в двора на гимназията. Правят гимнастически и културни представления. Участват във всеславянските сборове в София (1910) и Прага (1912).
Дружеството е закрито от новите сръбски власти след Балканската война. На 23 май 1941 година след навлизането на българските войски във Вардарска Македония председателя на Илинденската организация Лазар Томов се завръща в Скопие, където носи знамето на дружеството, което опазва след неговото закриване през 1918 година